# Arsen Kocojev
Arsen Kocojev (osetsky Коцойты Арсен) (15. ledna 1872 – 4. února 1944) je jeden ze zakladatelů osetské prózy, který měl významný vliv na formování moderního osetského jazyka.